# القديس آمون
آمون (بالقبطية: Ⲁⲃⲃⲁ Ⲁⲙⲟⲩⲛ)‏ أو أموناس (باليونانية: Ἀμμώνιος)‏ أو أمون (Ἀμοῦν) أو آمون الزاهد (/əˈmoʊniəs/; (باليونانية: Ἀμμώνιος)‏) كان زاهدًا مسيحيًا من القرن الرابع ومؤسس إحدى المجتمعات الرهبانية الأكثر شهرة في مصر. أُعلن بعد ذلك قديسا، وكان من أكثر نساك الصحراء النيترية تبجيلاً، وقد ذكره أثناسيوس السكندري في سيرة أنطونيوس الكبير.